# Alfred Heinrich
Alfred Heinrich, nemški hokejist, * 21. februar 1906, Berlin, Nemčija, † 31. oktober 1975, Nemčija. 
Leinweber je bil branilec kluba SC Brandenburg v nemški ligi in nemške reprezentance, s katero je nastopil na Zimskih olimpijskih igrah 1932, na katerih je osvojil bronasto medaljo in Svetovnem prvenstvu 1930, kjer je osvojil srebrno medaljo.